# Usznia
Usznia (ukr. Ушня) – wieś w obwodzie lwowskim, w rejonie złoczowskim na Ukrainie. Miejscowość liczy 482 mieszkańców. Samorząd stanowi Rada Wsi Sasów. 
W II Rzeczypospolitej wieś w powiecie złoczowskim województwa tarnopolskiego.
W latach 1943-1944 nacjonaliści ukraińscy z OUN-UPA próbowali zaatakować wieś, ale silna samoobrona polska, wspierana przez AK, skutecznie odpierała napady. W maju 1944 Gestapo na podstawie donosu, który złożyła Ukraińska Policja Pomocnicza, aresztowało i rozstrzelało 19 Polaków.
W czasie okupacji niemieckiej mieszkające tutaj polskie małżeństwo, Jan i Eugenia Rogowscy, ukrywało Żydów, za co w 1999 roku Instytut Jad Waszem uhonorował je tytułami Sprawiedliwych wśród Narodów Świata.

## Położenie
Według Słownika geograficznego Królestwa Polskiego i innych krajów słowiańskich: Usznia to wieś w powiecie złoczowskim, położona 10 km na północ od Złoczowa. Na północy od wsi leży Olesko, na zachodzie Czeremosznia, na południowym-wschodzie Sassów. Przez południową część obszaru przepływa Bug.

## Ludność
W latach 1880–1902 w gminie ludność wyznania rzym. kat. stanowiła 1170 osób, gr. kat. 411, izrael. 96; 1398 Polaków, 279 Rusinów. Parafia rzym. kat. znajduje się w Białym Kamieniu, gr. kat. w Sasowie. We wsi jest cerkiew drewniana, szkoła etat. 1-klasowa od r. 1847 z językiem wykładowym polskim.

## Znane osoby związane z miejscowością
- Roman Soliło Iwanowicz (ur. 1 marca 1961 r., zm. 5 marca 2011 r.) – aktor, pisarz i satyryk.